# Мърдър Тидфил (графство)
 Тази статия е за Мърдър Тидфил (графство).  За град Мърдър Тидфил вижте Мърдър Тидфил.  
 Мъ̀рдър Тѝдвил  (на английски: Merthyr Tydfil; на уелски: Merthyr Tudful, изговаря се по-близко до Мѐртър Тѝдвил, буквени символи за произношението ) е административна единица в Уелс със статут на графство-район (на английски: county borough), създадена с акт през 1994 г.
Графството се намира в Южен Уелс и граничи с Поуис на север, Ронда Кънън Таф на запад и Карфили на изток. Мърдър Тидфил се намира на територията на историческото графство Гламорган. Главният град е Мърдър Тидфил.

## Села
- Аберван